# Hurricane - Il grido dell'innocenza
Hurricane - Il grido dell'innocenza (The Hurricane) è un film diretto da Norman Jewison del 1999.
Basato sulla vita del pugile Rubin Carter, la sceneggiatura è stata ideata da Armyan Bernstein e Dan Gordon sulla base del libro Lazarus e Hurricane di Sam Chaiton e Terry Swinton nonché dall'autobiografia dello stesso Rubin Carter.
Nella colonna sonora del film è presente Hurricane di Bob Dylan, scritta nel 1975 per sostenere Rubin Carter nella sua battaglia legale.

## Trama
Rubin 'Hurricane' Carter (Denzel Washington) vive una gioventù difficile, crescendo in un'America razzista nella quale i neri scontano ancora retaggi di discriminazione e violenza. Messo in riformatorio per un reato "non commesso" (aveva ferito un pedofilo che prima aveva cercato di appartarsi con un suo amico e poi di fargli del male), ne esce, fuggendo, dopo 8 anni. Si arruola nell'esercito ma al suo ritorno viene nuovamente incarcerato per la fuga dal riformatorio.
Scontata la pena diviene un pugile professionista, arrivando a sfidare il campione del mondo dei pesi medi. Nell'incontro viene sconfitto ai punti, nonostante meritasse ampiamente la vittoria, e la decisione dei giudici è presa per ragioni razziali secondo quanto si lascia intendere.
Poco dopo viene accusato e condannato ingiustamente a tre ergastoli per triplice omicidio. Mentre sconta la condanna a vita, Carter scrive la sua autobiografia, che arriverà poi nelle mani di un ragazzo di Brooklyn.
Il ragazzo si rivede in lui e lo contatta via lettera ricevendo risposta e iniziando un carteggio. Prenderà a cuore la storia di Carter al punto da coinvolgere nel caso alcuni suoi amici canadesi che se ne occuperanno personalmente fino a giungere alla liberazione.

## Accoglienza

### Incassi
La pellicola fu un buon successo al botteghino. Con un budget di 50 milioni di dollari, la pellicola ne incassò quasi 74 milioni.

### Critica
Dalla critica il film ricevette molte critiche positive, anche se la storia è stata visibilmente romanzata. In particolare la prova recitativa di Denzel Washington nel ruolo di Carter è stata premiata al Festival di Berlino 2000 con l'Orso d'Argento, un Golden Globe e gli ha valso la Candidatura come miglior attore ai Premi Oscar 1999. Anche Norman Jewison venne premiato con il Prize of the Guild of German Art House Cinemas. Il film ricevette in tutto sei riconoscimenti internazionali.

## Riconoscimenti
- 2000 - Premio Oscar
  - Candidatura al miglior attore protagonista a Denzel Washington
- 2000 - Golden Globe
  - Miglior attore in un film drammatico a Denzel Washington
  - Candidatura al miglior film drammatico
  - Candidatura alla migliore regia a Norman Jewison
- 2000 - Festival di Berlino
  - Orso d'Argento a Denzel Washington
  - Premio Speciale a Norman Jewison
  - Candidatura Orso d'oro a Norman Jewison
- 2000 - Chicago Film Critics Association Award
  - Candidatura al miglior attore protagonista a Denzel Washington
- 2000 - Satellite Award
  - Candidatura al miglior attore in un film drammatico a Denzel Washington
- 2000 - Screen Actors Guild Award
  - Candidatura al miglior attore protagonista a Denzel Washington
- 2000 - Image Award
  - Miglior attore protagonista a Denzel Washington

## Inesattezze storiche
Il film contiene diverse inesattezze storiche, tutte tali da dare di Rubin un ritratto di vittima ingiustamente perseguitata che non corrisponde propriamente alla realtà.
- Carter andò in carcere all'età di 14 anni, e prima della carriera di pugile, è stato condannato per tre rapine a mano armata.[4]
- Nella carriera militare fu richiamato quattro volte dalla Corte Marziale ed in seguito congedato per inadeguatezza al servizio, pertanto non è vero il suo ritorno come soldato decorato.[4]
- Non è vero che le due giurie erano entrambe formate per intero da persone bianche, la seconda conteneva due persone di colore (su 11 giurati totali) e anche loro erano convinti della colpevolezza di Carter.[2]
- Gli investigatori canadesi non scoprirono nessun nuovo indizio e non furono mai minacciati né subirono attentati.[2]

Il critico cinematografico David Denby di The New Yorker ha infatti definito il film "falso ed evasivo...una favola di stampo liberal".